# Pavona varians
Pavona varians is een rifkoralensoort uit de familie van de Agariciidae. De wetenschappelijke naam van de soort werd in 1864 voor het eerst geldig gepubliceerd door Addison Emery Verrill.